# Irã nos Jogos Olímpicos de Inverno de 1972
O Irã competiu nos Jogos Olímpicos de Inverno de 1972, realizados em Sapporo, Japão.